# Juan Young
Pedro Young, surnommé Tigre ou Cañonero (né le 11 août 1910 à Mercedes en Uruguay et mort le 25 novembre 1976 à Montevideo), est un joueur international de football uruguayen, qui jouait en tant qu'attaquant.

## Palmarès
Peñarol
- Championnat d'Uruguay (4) :
  - Vainqueur : 1932 et 1935, 1936 et 1937.
  - Meilleur buteur : 1933.